# Roger-Youssef Akhrass
Roger-Youssef Akhrass (ur. 1981 w Sarba w Libanie) – duchowny Syryjskiego Kościoła Ortodoksyjnego, od 2021 wikariusz patriarszy do spraw nauk syriackich, odpowiedzialny za działalność edukacyjną Kościoła.
19 maja 2002 został postrzyżony na mnicha, a 18 lipca 2004 otrzymał święcenia kapłańskie. 15 maja 2021 patriarcha Ignacy Efrem II mianował go wikariuszem patriarszym do spraw nauk syriackich.
Sakrę biskupią otrzymał 25 czerwca.